# 松舘菅原神社
松舘菅原神社（まつだてすがわらじんじゃ）は、秋田県鹿角市八幡平字天神館に鎮座する神社である。松舘天満宮とも称される。
松舘精左衛門精長が天神宮、即ち松舘菅原神社を勧請して建立したのは、治安2年（1022年）とも、正安3年（1301年）とも云われている。
春秋の例祭には、秋田県指定無形民俗文化財「松館天満宮三台山獅子大権現舞」が奉納される。